# Соломаха, Алексей Иванович
Алексей Иванович Соломаха (26.02.1937-02.04.1993) — советский учёный в области ветеринарии, член-корреспондент ВАСХНИЛ (1991).

## Биография
Родился в г. Нижне-Днепровск Днепропетровской области. Окончил Московскую ветеринарную академию (1961).
- 1961—1964 старший лаборант, с 1963 младший научный сотрудник Джамбулского НИИ сельского хозяйства.
- 1964—1968 аспирант, с 1966 младший научный сотрудник ВНИИ экспериментальной ветеринарии.
- старший научный сотрудник (1968—1969), заведующий лабораторией ветеринарной энтомологии (1969—1974), заведующий отделом ветеринарии (1974—1980), директор (1980—1993) НИИ сельского хозяйства Крайнего Севера.

Доктор биологических наук (1985), профессор (1987), член-корреспондент ВАСХНИЛ (1991).
Специалист в области ветеринарной паразитологии, фармакологии с токсикологией и химиотерапии паразитарных болезней. Разработал эффективные средства борьбы с эдемагенозом, цефеномиозом и саркоптозом северных оленей.
Лауреат Премии Совета Министров СССР. Награждён медалями «За освоение целинных земель» (1958), «За трудовое отличие» (1976), «Ветеран труда» (1990), бронзовой медалью ВДНХ (1983).
Опубликовал около 100 научных работ. Получил 3 авторских свидетельства на изобретения.

## Публикации
- История и роль ветеринарной науки в развитии северного оленеводства / соавт. А. Х. Лайшев // Сиб. вестн. с.-х. науки. 1988. № 5. С. 127—136.
- О токсическом воздействии ФОС на личинок подкожного овода северного оленя // Тр. ВИЭВ. 1990. Т. 68. С. 109—116.
- Подкожный овод северного оленя (Oedemagena tarandi Latr.) / соавт.: Н. И. Бороздина, Н. Г. Краковецкая; Рос. акад. естеств. наук. — М., 1999. — 352 с.